# کنیچی کاگا

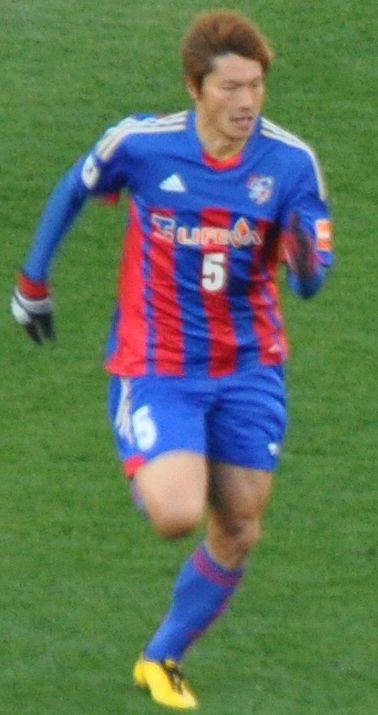
بازیکن تیم فوتبال ژاپن

کنیچی کاگا (ژاپنی: 加賀 健一؛ زادهٔ ۳۰ سپتامبر ۱۹۸۳) یک بازیکن فوتبال اهل ژاپن است.
از باشگاه‌هایی که در آن بازی کرده‌است می‌توان به باشگاه فوتبال جوبیلو ایواتا، باشگاه فوتبال هوکایدو کونسادول ساپورو، باشگاه فوتبال توکیو، باشگاه فوتبال اوراوا رد دیاموندز و باشگاه فوتبال مونتدیو یاماگاتا اشاره کرد.